# Schismatoglottis longicaulis
Schismatoglottis longicaulis là một loài thực vật có hoa trong họ Ráy (Araceae). Loài này được Ridl. miêu tả khoa học đầu tiên năm 1902.